# Emil Bernhard (Politiker)

Emil Bernhard um 1922

Emil Bernhard (* 3. März 1881 in Veltheim; heute Winterthur; † 12. Februar 1964 ebenda) war Bezirksrichter, Stadtrat von Winterthur und Zürcher Kantonsrat (SP).

## Leben
Emil Bernhard war der Sohn des Kutschers Jakob Bernhard. Er wuchs im Waisenhaus auf und absolvierte eine Berufslehre als Dreher in der Schweizerischen Lokomotiv- und Maschinenfabrik. Seine Wanderjahre führten ihn nach Pontarlier und Paris, nach seiner Rückkehr nach Winterthur arbeitete er als Dreher. Dabei kam er in Berührung mit der Gewerkschaft, dem Schweizerischen Metall- und Uhrenarbeiterverband (SMUV), dieser trat er 1907 bei. 1909 heirateten Bernhard und Elise Ruef aus Murgenthal. 1918–1920 war er Sekretär des SMUV.
Im Jahr 1920 wurde Bernhard zum Bezirksrichter gewählt und bald darauf in den Stadtrat von Winterthur. Er leitete das Fürsorgeamt in der Nachkriegskrise und der grossen Depression in den 1930er Jahren. Als Stadtrat setzte er sich in der Krisen- und Kriegszeit für den Auf- und Ausbau der kommunalen Fürsorge in Winterthur ein. Vom 19. Mai 1920 bis zum 12. September 1921 wirkte er für den Wahlkreis 14 (Töss) im Kantonsrat des Kantons Zürich. Von 1942 bis zu seinem Rücktritt 1946 war er Vizepräsident des Stadtrates. Nach seinem Ausscheiden aus dem Stadtrat war er von 1946 bis 1961 Präsident des Mietamts in Winterthur.
Bernhard starb am 12. Februar 1964 in Winterthur.